# Йота Дракона
Йота Дракона (лат. Iota Draconis), Эдасих (Edasich) — звезда, которая находится в созвездии Дракон на расстоянии около 103 световых лет от нас. Вокруг звезды обращается, как минимум, одна планета.

## Характеристики
ι Дракона представляет собой оранжевый гигант, имеющий массу, почти равную массе Солнца, но в то же время превосходящий наше дневное светило по размерам почти в 12 раз. Звезда также ярче Солнца в 64 раза.

## Планетная система
В 2002 году группой астрономов было объявлено об открытии планеты-гиганта ι Дракона b в системе. Её масса составляет 8,82 масс Юпитера, и она обращается по вытянутой эллиптической орбите на среднем расстоянии 1,27 а. е. от родительской звезды. Год на планете длится приблизительно 511 суток.

## Околозвездный диск
Благодаря избыточному инфракрасному излучению от звезды на длине волны 70 микрометров - было установлено наличие у неё околозвездного диска.

## Ближайшее окружение звезды
Следующие звёздные системы находятся на расстоянии в пределах 20 световых лет от ι Дракона:
| Звезда     | Спектральный класс | Расстояние, св. лет |
| HIP 78184  | M0 V               | 8,6                 |
| HD 146868  | G5 V               | 12                  |
| CL Дракона | F0 IV / ?          | 14                  |
| HD 127821  | F4 IV              | 14                  |
| HD 128332  | F6-8 V             | 14                  |
| HD 128385  | F5 V               | 16                  |
| EK Дракона | F8-G0 V / ?        | 16                  |
| η Дракона  | G8 III? / ? / K1 V | 19                  |